# 哈里·拉尔瓦
哈里·埃德温·“哈里”·拉尔瓦（芬蘭語：Harry Edvin "Harri" Larva，1906年9月9日—1980年11月15日），芬兰男子田径运动员。他曾获得1928年夏季奥运会田径比赛男子1500米金牌。他也参加了1932年夏季奥运会，在男子1500米项目上获得第10名，未能卫冕。